# Innocence (観月ありさのアルバム)
『innocence』（イノセンス）は、観月ありさの5枚目のオリジナル・アルバム。規格品番：AVCT-10052

## 概要
1995年のオリジナル・アルバム『CUTE』以来、リミックス・アルバム、ベスト・アルバムの発売を挟んで、オリジナル・アルバムとしては4年4か月振りの発売となったエイベックス移籍後の初のアルバム。4年間に発売したシングルの内、前レコード会社であるコロムビアから発売したシングル4枚は未収録となり、エイベックス移籍後の『Days』から『Eternal Message』までの5枚のシングル（“convertible”名義の『oh-darling』も含む）が収録されている。なお、このアルバム発売以降、次のオリジナル・アルバムの発売は2011年に『SpeciAlisa』が発売するまで11年半後となった。

## 収録曲
1. mermaid
作詞：置田恭子　作曲：星牧人　編曲：川辺健宏
2. Realize
作詞・作曲：Gajin　編曲：小林信吾
3. All my love
作詞・作曲・編曲：原一博
ツーカーセルラー東京CMソング。
4. Eternal Message
作詞：海老根祐子　作曲・編曲：葉山拓亮
5. 朝陽のあたる橋
作詞：森浩美　作曲：T2ya　編曲：葉山拓亮
6. Heaven Knows
作詞・作曲・編曲：原一博
7. 愛のようなもの
作詞：Madoka　作曲・編曲：日比野元気
8. Girl friend
作詞：観月ありさ・置田恭子・海老根祐子
作曲：置田恭子・星牧人　編曲：川辺健宏
9. Through the Season（album remix）
作詞：海老根祐子　作曲：葉山拓亮　編曲：MID
10. 想い
作詞・作曲：Gajin　編曲：神津裕之
11. Days
作詞・作曲・編曲：五十嵐充
12. oh-darling
作詞：MARC&TK　作曲・編曲：小室哲哉